# Heriades eximius
Heriades eximius là một loài Hymenoptera trong họ Megachilidae. Loài này được Friese mô tả khoa học năm 1904.